# Boulevard du Général-Leclerc (Clichy)
Pour les articles homonymes, voir Boulevard du Général-Leclerc.
Le boulevard du Général-Leclerc est une voie publique de la commune de Clichy, dans le département français des Hauts-de-Seine.

## Situation et accès
Le boulevard suit le tracé de la route départementale 110. Partant de la limite de Paris, il croise tout d'abord le boulevard Victor-Hugo puis arrive à la place de la République-François Mitterrand. Au-delà, il longe le parc Roger-Salengro puis croise la rue Villeneuve. Il forme ensuite le point de départ de la rue du Landy et termine aux quais de la Seine.

## Origine du nom
Le boulevard doit son nom au général Philippe Leclerc de Hauteclocque (1902 - 1947).

## Historique

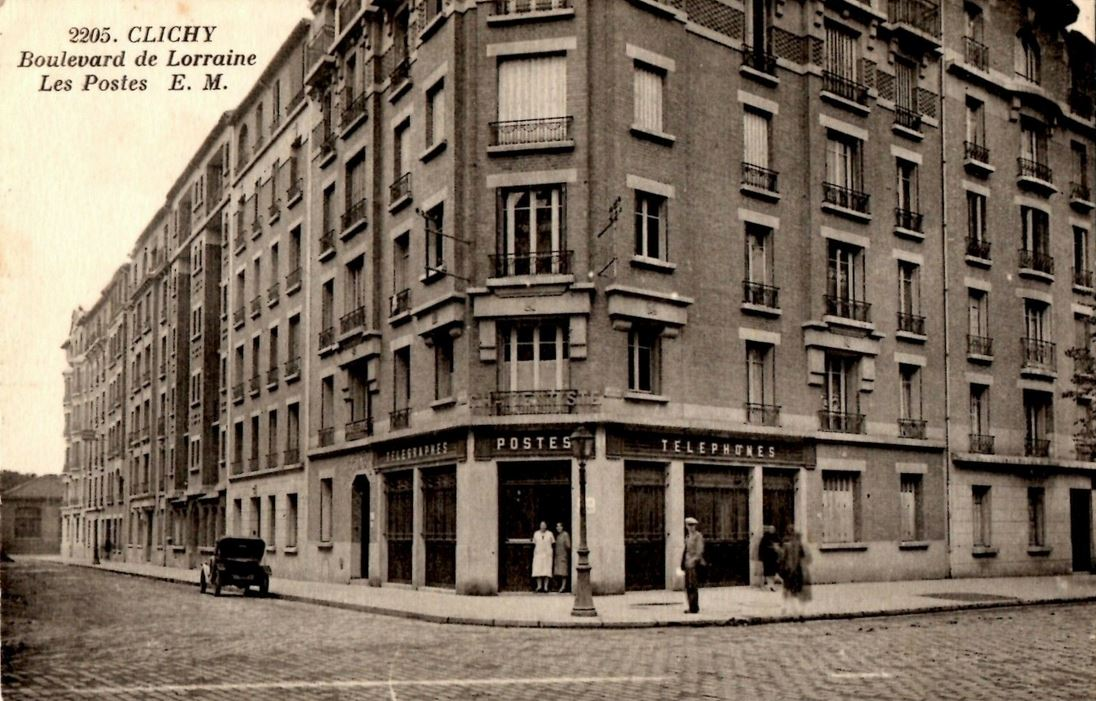
Bureau de poste au boulevard de Lorraine, aujourd'hui boulevard du Général-Leclerc

Comme dans d'autres villes de la petite couronne, cette voie fut initialement percée avec à terme le projet de pénétrer directement dans Paris, de façon à bénéficier de la proximité de la capitale.
Ouvert sous le nom de « boulevard de Lorraine » la voie a pris le nom, dans la seconde moitié du XXe siècle, de « boulevard du Général-Leclerc ».

## Bâtiments remarquables et lieux de mémoire
- Parc Roger-Salengro,
- Hôpital Beaujon, ouvert en 1935,
- Stade Georges-Racine,
- Préfourrière Pouchet[2]
- Marché de Lorraine[3],

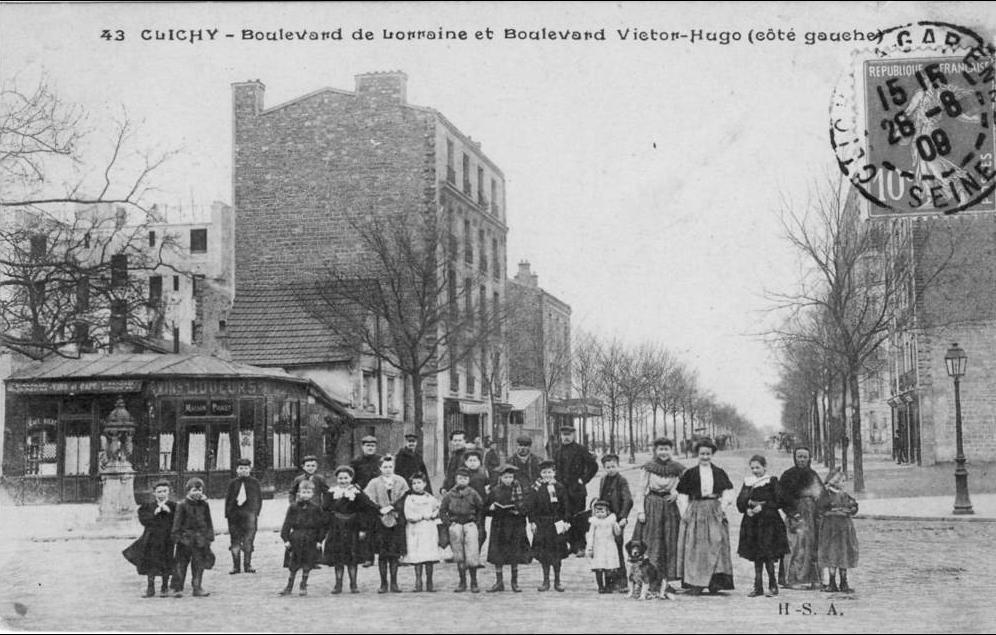
Le boulevard de Lorraine à l'angle du boulevard Victor-Hugo

- Maison du Peuple de Clichy, construite de 1935 à 1939.
- Anciens entrepôts du Printemps, datant de 1905[4].